# John Muir Trail
El John Muir Trail (JMT; en paiute del nord: Nüümü Poyo, N-ue-mue Poh-yo) és una travessa d'alta muntanya de la serralada de Sierra Nevada a Califòrnia, que travessa tres parcs nacionals: Yosemite, Kings Canyon i Sequoia. Des del terme nord de Happy Isles a la vall de Yosemite (37° 43′ 54″ N, 119° 33′ 31″ O / 37.7317°N,119.5587°O) al terme sud situat al cim del mont Whitney (36° 34′ 43″ N, 118° 17′ 31″ O / 36.5785°N,118.292°O), la longitud del sender és de 213.7 milles (343.9 km), amb un desnivell total aproximat de 47.000 peus (14.000 m). Durant gairebé tot el recorregut, el camí transcorre per l'interior de la High Sierra i àrees salvatges. Durant unes 160 milles (260 km), el sender coincideix amb el Pacific Crest Trail. Porta el nom del naturalista escocès John Muir.
La ruta travessa grans extensions de paisatges alpins i d'alta muntanya, i es troba gairebé completament a 8.000 peus (2.400 m) d'altitud. El sender ha estat descrit com «el camí més famós d'Amèrica». El sender és utilitzat per uns 1.500 excursionistes cada any (incloent-hi els del Pacific Crest Trail), força menys que la part sud del Sender dels Apalatxes o el Camí de Sant Jaume.

## Història

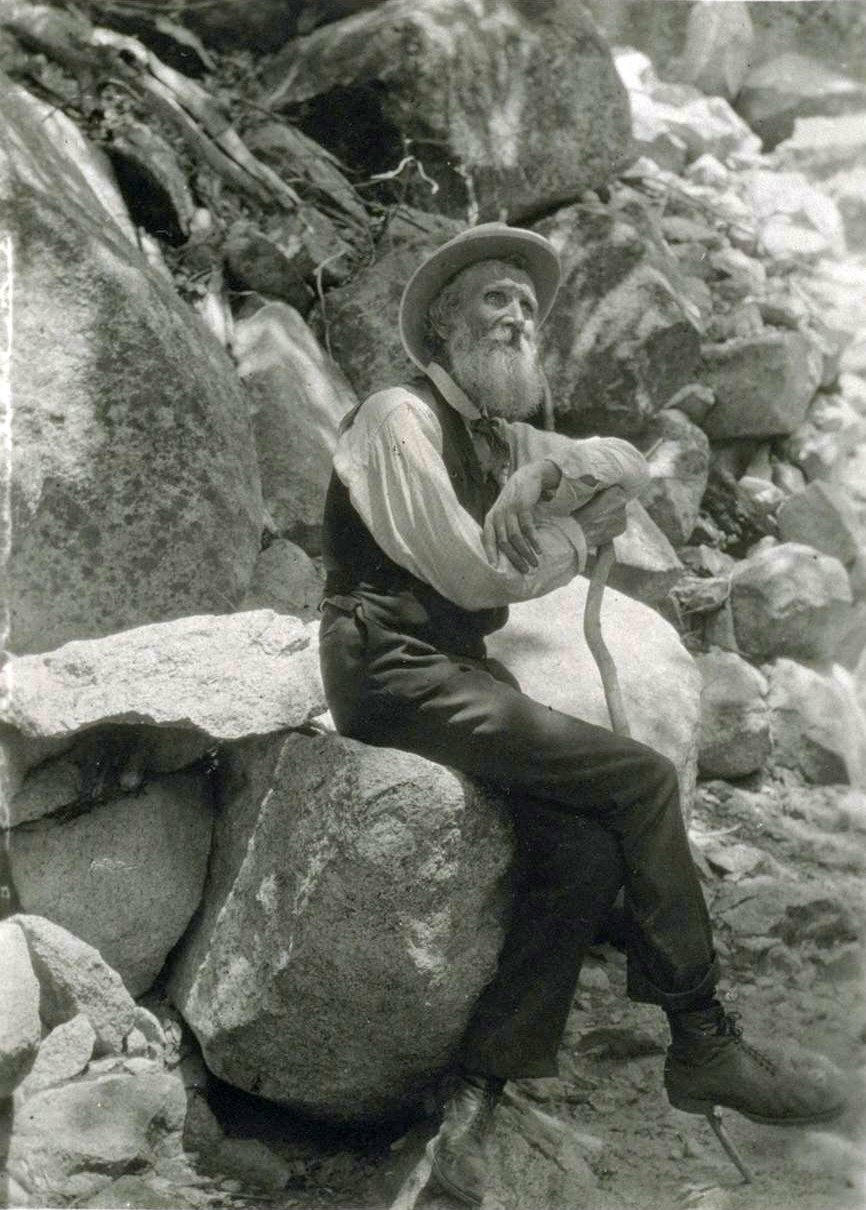
El sender rep el seu nom en honor a l'ecologista escocès John Muir

Abans de l'arribada dels colons europeus els paiute que vivien a la regió de la High Sierra utilitzaven una sèrie de senders ancestrals per a la caça i el comerç amb els pobles amerindis veïns. En l'esforç per reconèixer les primeres persones que van travessar aquesta regió, algunes organitzacions mediambientals i natives americanes anomenen el JMT com Nüümü Poyo, que es tradueix en anglès com «Paiute Road», «Paiute Trail» o «People's Trail».
La idea d'un sender al llarg de la columna vertebral de la High Sierra es va originar amb Theodore Solomons. Solomons va recordar més tard que el concepte es va originar en la seva adolescència: «la idea d'un sender paral·lel a la cresta em va sorgir un dia mentre pasturava el bestiar del meu oncle en un immens camp d'alfals sense tanca prop de Fresno. Era l'any 1884 i jo tenia 14 anys». Va començar a defensar la construcció de la ruta poc després de la fundació del Sierra Club el 1892. John Muir va ser cofundador i el primer president del Sierra Club. Joseph Nisbet LeConte va assumir l'empresa l'any 1898 i el sender proposat es va anomenar originalment High Sierra Trail, tot i que després aquest nom es va donar a un camí diferent que circulava en direcció est-oest. LeConte va passar anys explorant els canyons i els passos dels rius Kings i Kern, i escalant els cims al llarg del camí proposat. Juntament amb James S. Hutchinson i Duncan McDuffie va ser pioner en una ruta d'alta muntanya el 1908 des del Parc Nacional de Yosemite fins al parc nacional Kings Canyon, aproximadament al llarg de la ruta del modern JMT. En 28 dies van completar un viatge de 228 milles per alta muntanya, incloent diversos trams fins ara inexplorats. El 1914 el Sierra Club va nomenar un comitè per cooperar amb l'estat de Califòrnia per a començar la construcció del camí. John Muir va morir més tard aquell any i el camí proposat va ser rebatejat en el seu honor.
La construcció del JMT va començar el 1915, un any després de la mort de Muir, amb una aportació de 10.000 dòlars del govern de Califòrnia. L'enginyer Wilbur F. McClure va ser el responsable de seleccionar la ruta final. Va aconseguir la cooperació del Servei Forestal dels Estats Units que va gestionar i supervisar-ne gran part de la construcció. L'estat de Califòrnia va fer aportacions addicionals de 10.000 dòlars el 1917, 1925, 1927 i 1929.
Després de l'inici de la Gran Depressió, l'assistència del govern de l'estat de Califòrnia va arribar a la seva fi, de manera que la resta de la ruta va haver de ser finançada per un esforç conjunt entre el Servei Forestal i el Servei de Parcs Nacionals. En aquell moment encara quedaven dos trams difícils per completar. El primer tram, la connexió del riu Kings al riu Kern per Forester Pass, a una altitud de 13.153 peus (4.009 m), es va acabar el 1932. El Servei Forestal va completar el tram final a Palisade Creek el 1938. Poc després aquest tram es va incorporar al Parc Nacional Kings Canyon de nova creació. Tot el projecte havia trigat 46 anys a completar-se. William Edward Colby, el primer secretari del Sierra Club, va qualificar el camí acabat com «el monument més adequat a John Muir, que va passar molts dels millors anys de la seva vida explorant la regió que farà accessible».

## Ruta

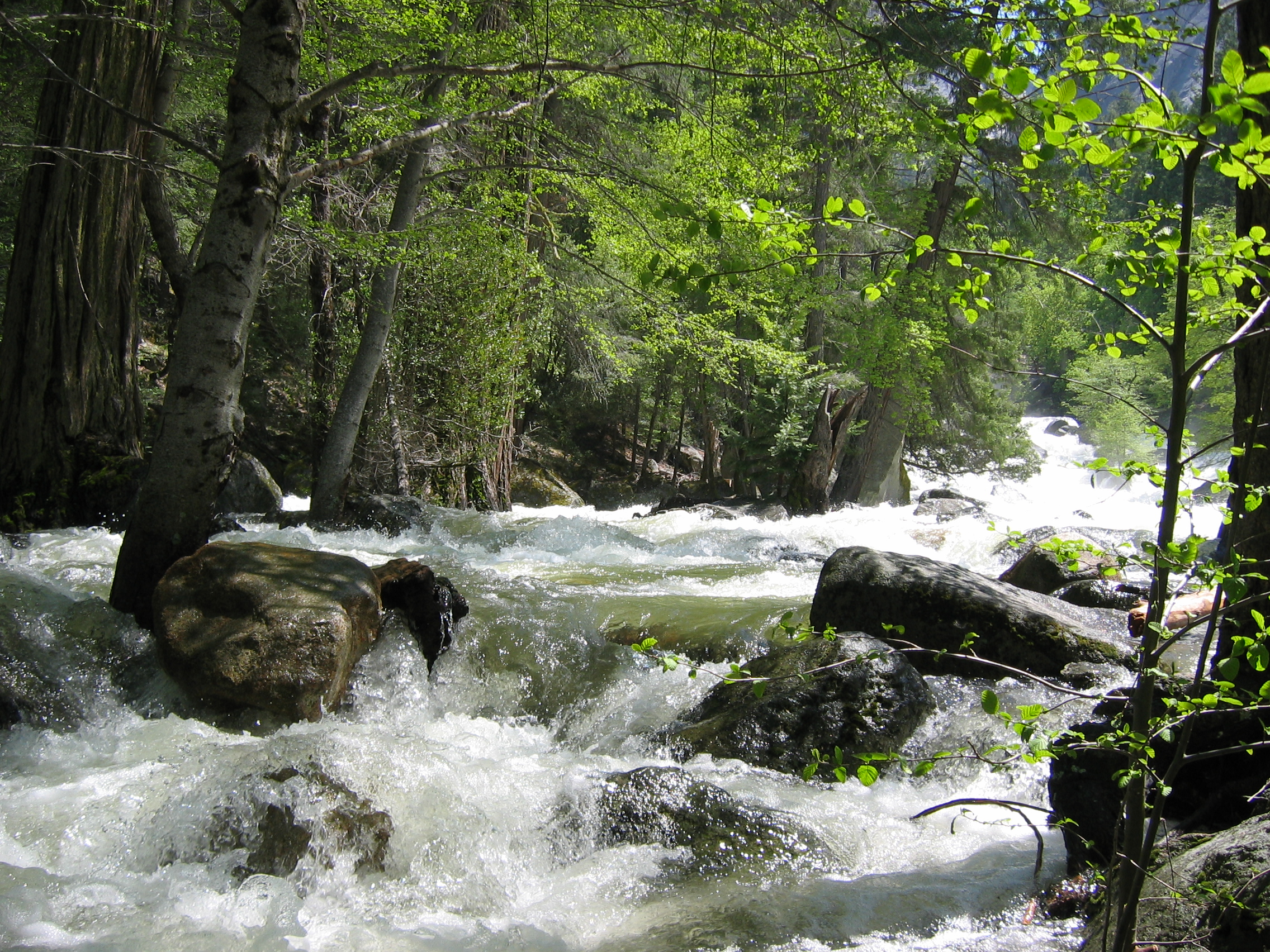
Happy Isles al riu Merced a la vall de Yosemite és el terme nord del sender John Muir

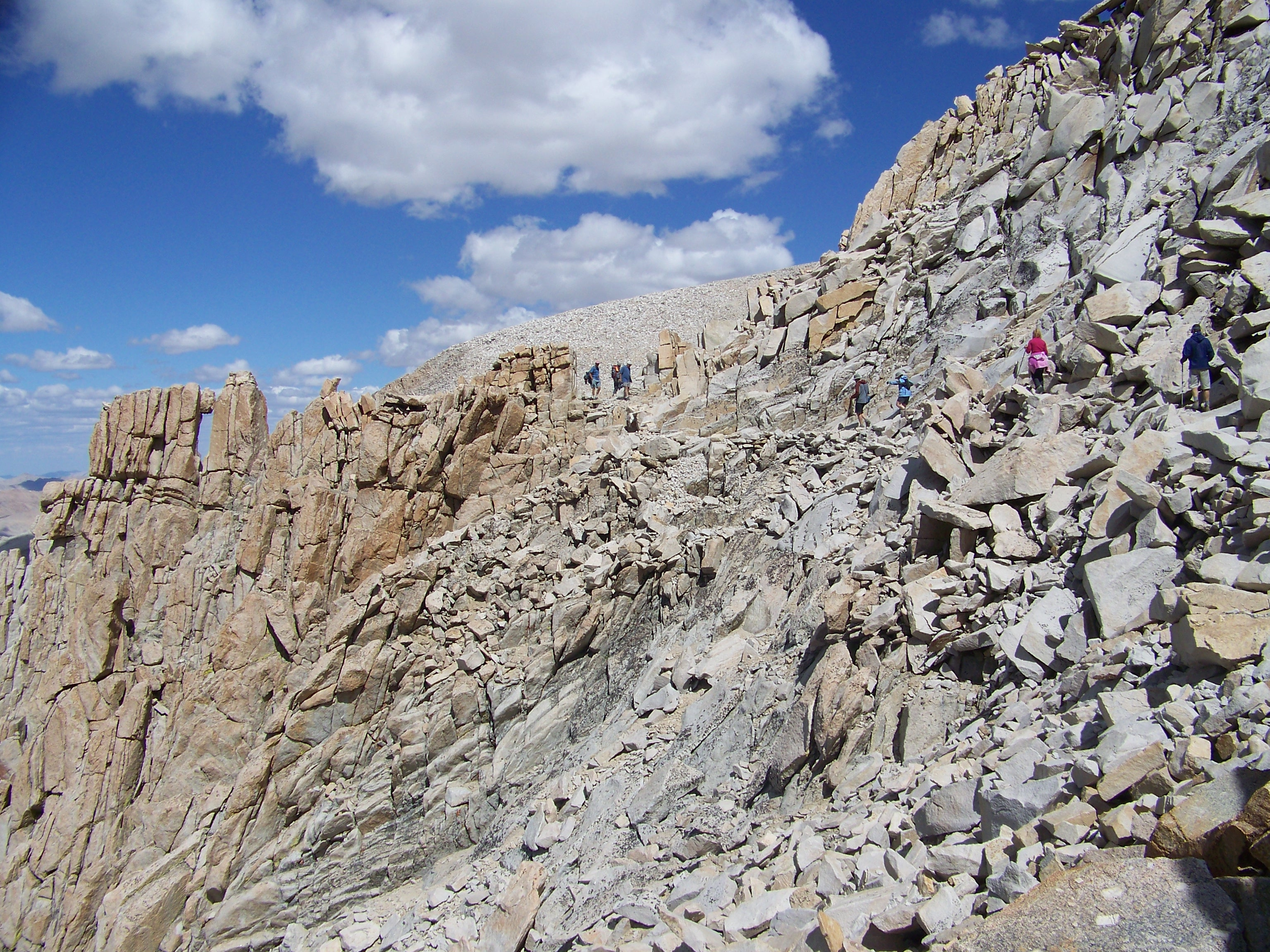
Els senderistes s'acosten a l'extrem sud del sender John Muir. L'altiplà del cim del mont Whitney es veu al fons.

El JMT consta de 213.7 milles (343.9 km) de llarg. Des del seu terme nord a la vall de Yosemite, el camí va cap al sud-est, passant al sud del dom de Half Dome i després cap a Tuolumne Meadows. Des de Tuolumne Meadows el camí gira cap al sud, paral·lel a la serralada principal de Sierra Nevada, a través del Parc Nacional de Yosemite, els boscos nacionals d'Inyo i Sierra (incloent-hi John Muir Wilderness i Ansel Adams Wilderness), passant pel Monument Nacional Devils Postpile, el Parc Nacional Kings Canyon i acaba al mont Whitney al Parc Nacional Sequoia.

## Senderisme

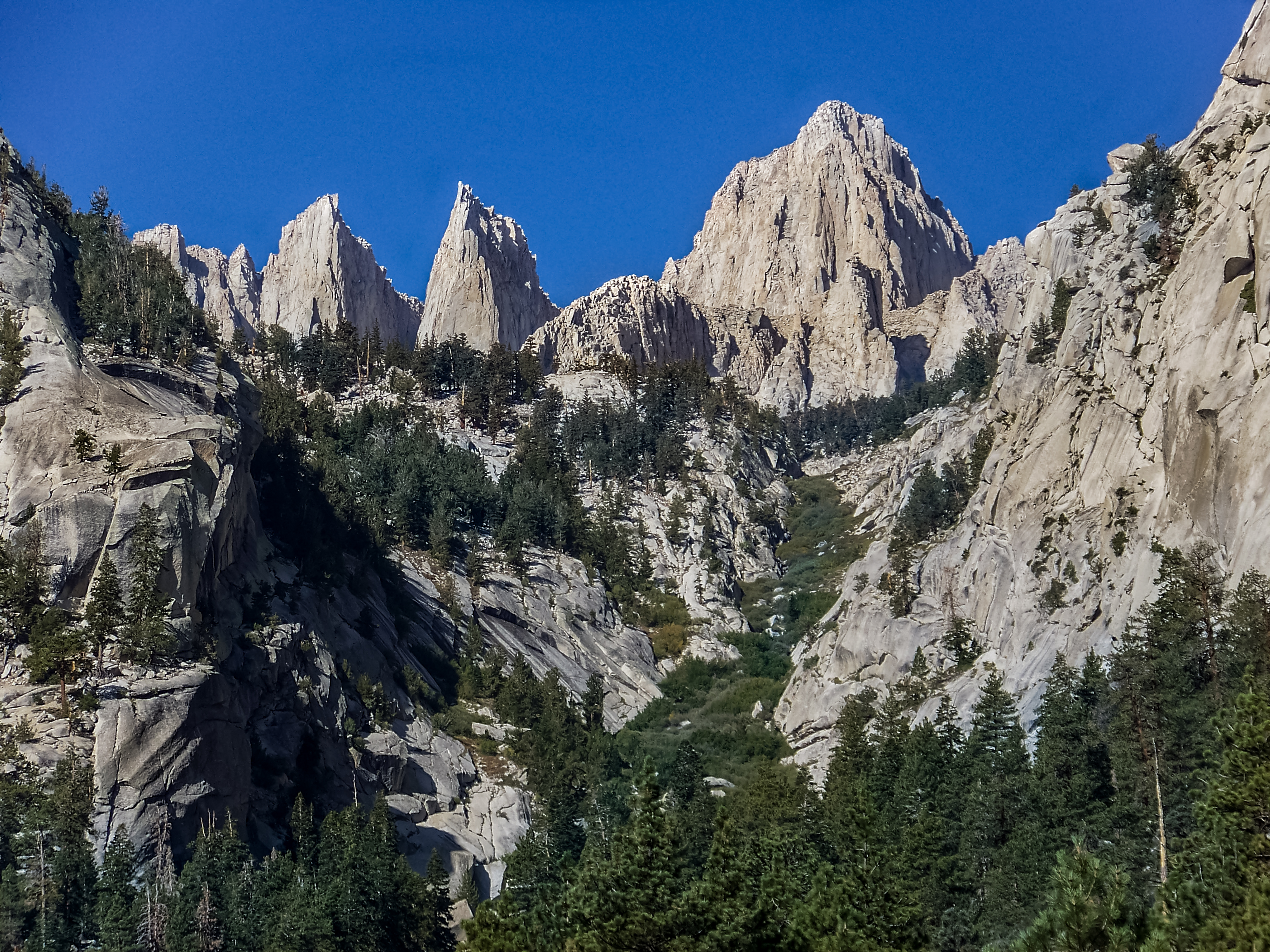
El cim del mont Whitney és el terme sud del sender John Muir. Aquesta foto es va fer a prop del cap del camí de Whitney Portal.

La temporada de senderisme principal sol ser de juliol a setembre car la major part de la neu de l'any anterior s'ha desfet i encara no ha caigut neu nova. Els senderistes a principis de temporada han de vèncer no només el mantell de neu i els vessants gelats a prop dels colls, sinó també els rierols crescuts pel desglaç de la neu. Les condicions dels senders són menys exigents avançada la temporada després de fondre's la neu, i el clima en general segueix essent agradable per a fer senderisme fins al setembre. El temps durant la temporada de senderisme és generalment assolellat i sec, però les tempestes a la tarda no són estranyes. El sender és utilitzat principalment per excursionistes. Hi ha un refugi de muntanya al pas de Muir, anomenat John Muir Hut, que és l'únic refugi del recorregut.
Els excursionistes que completen la ruta solen trigar unes tres setmanes. El rècord del temps més ràpid conegut el va establir l'ultrarunner François D'Haene el 2017, que el va córrer de sud a nord en 2 dies, 19 hores i 26 minuts. L'anterior rècord de 3 dies, 7 hores i 36 minuts havia estat establert per Leor Pantilat el 2014. El rècord del temps més ràpid sense suport és d'Aurélien Sanchez el 2018, que la va córrer de sud a nord en 3 dies, 3 hores i 55 minuts. El rècord anterior de 3 dies, 10 hores i 59 minuts va ser establert per Andrew Bentz el 2014.

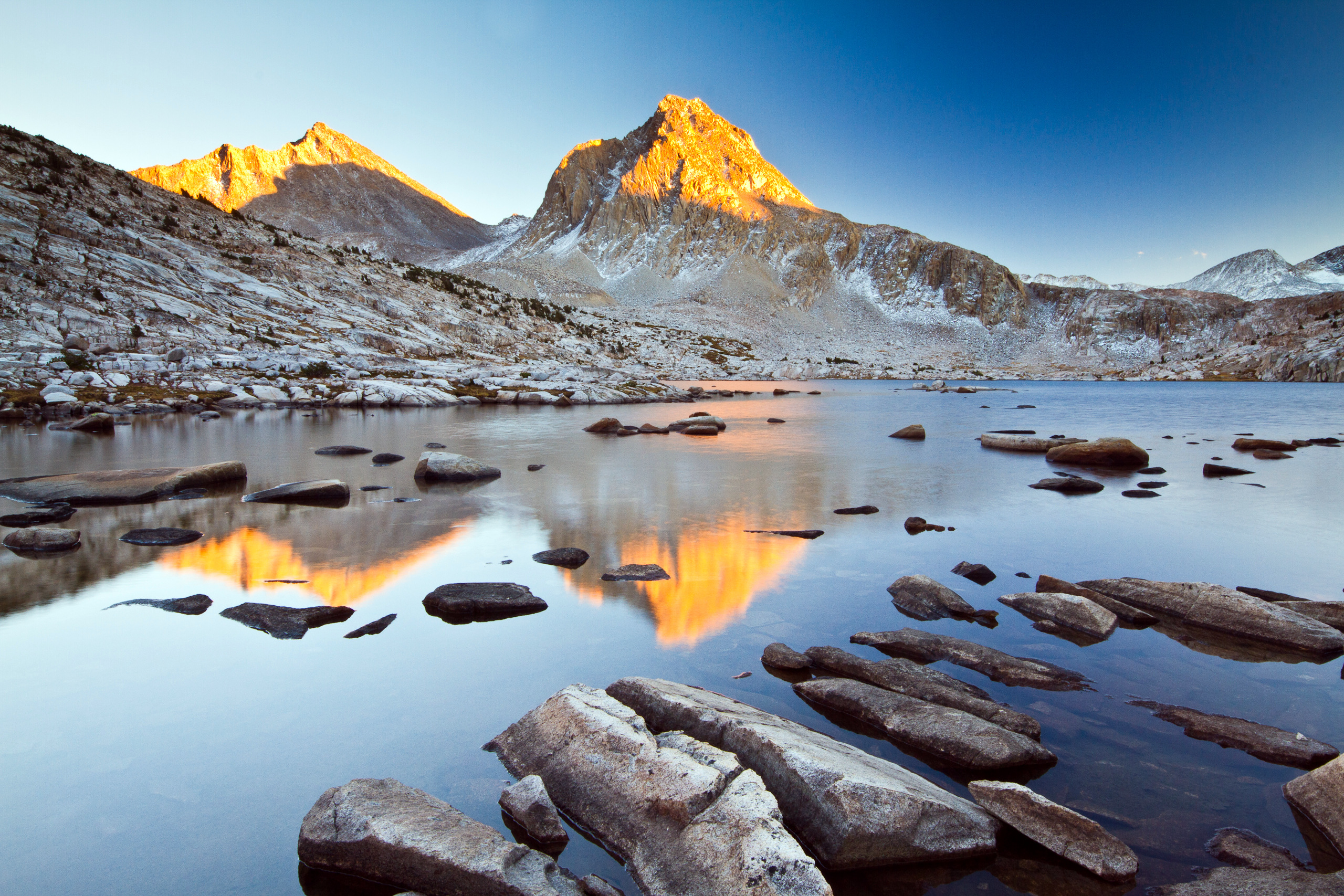
Els monts Fiske i Huxley es reflecteixen al llac Sapphire

Cal un permís per recórrer el JMT, que es pot obtenir al parc nacional on l'excursionista comença l'excursió, i està disponible amb 168 dies d'antelació. Aquest permís únic és vàlid per a tota la caminada. Les reserves del permís poden ser difícils d'aconseguir. Els senderistes que entren a l'interior de la Sierra en viatges de diversos dies generalment han de portar el seu menjar en contenidors d'emmagatzematge estancs homologats coneguts com a bear canisters per a protegir els seus aliments i altres articles perfumats del robatori de l'os negre americà, que són habituals a la regió.
La gran majoria dels excursionistes van de nord a sud, des de la vall de Yosemite fins al mont Whitney. Té avantatges començar a la vall de Yosemite i caminar cap al sud. Tot i que hi ha un desnivell positiu important d'aquesta manera, començar a una altitud més baixa permet que l'excursionista s'aclimati a les elevacions del camí en lloc d'haver d'abordar immediatament una pujada de 6.000 peus (1.800 m) fins al cim del mont Whitney. A més, hi ha diversos punts de proveïment convenients per al JMT durant la seva meitat nord (Tuolumne Meadows, Reds Meadow, Vermillion Valley Resort, Muir Trail Ranch), que permeten als senderistes portar una càrrega de menjar més lleugera al principi de la caminada i també abandonar si sorgeixen problemes. La meitat sud de la JMT és més remota i, en general, és més alta, per la qual cosa és més adequada per a la segona meitat de la travessa quan s'ha assolit una adequada adaptació.